# Phigalia olivacearia
Phigalia olivacearia är en fjärilsart som beskrevs av Morrison 1875. Phigalia olivacearia ingår i släktet Phigalia och familjen mätare. Inga underarter finns listade i Catalogue of Life.

## Bildgalleri

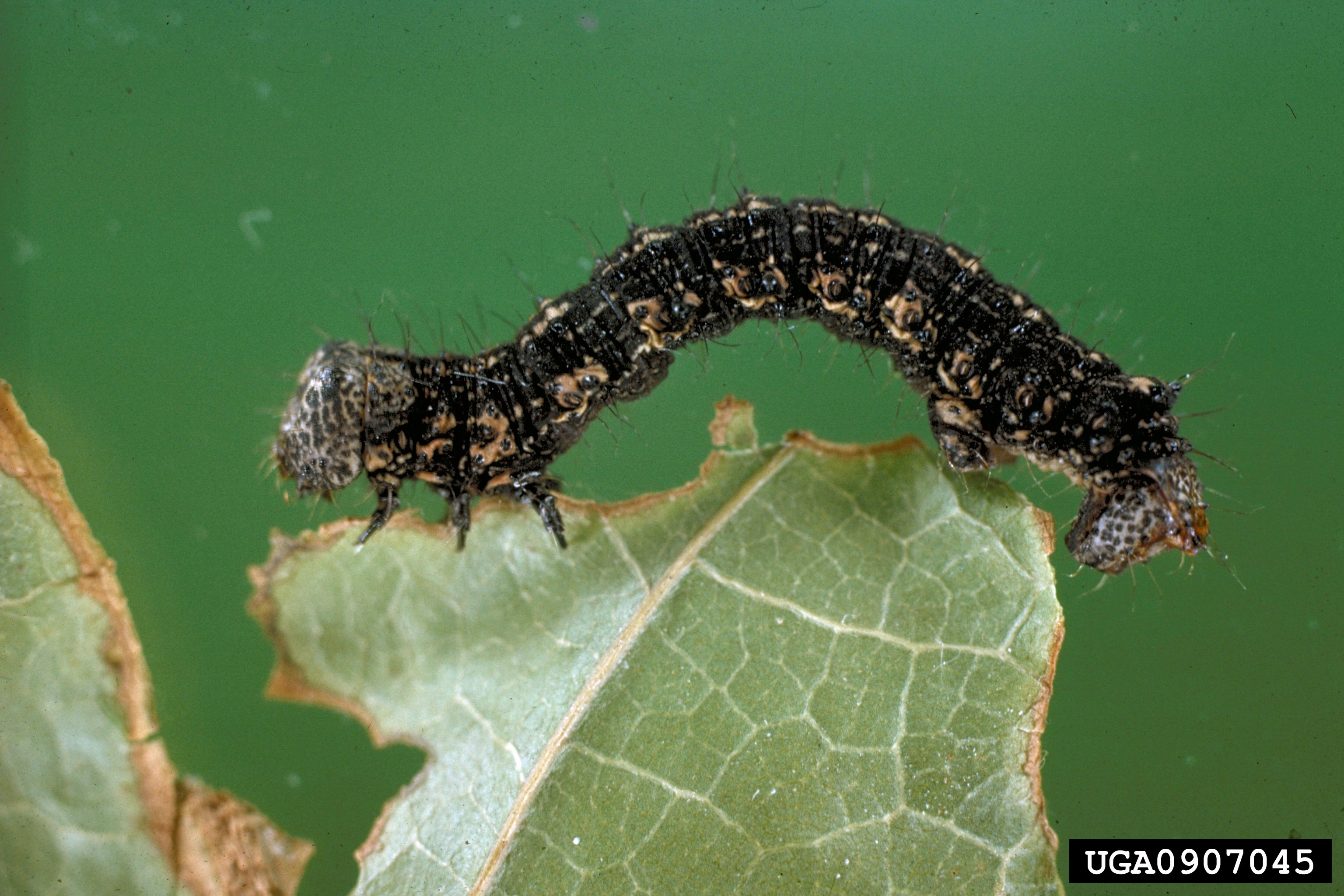